# Søringen
Søringen er et skrinlagt motorvejsprojekt igennem København fra omkring midten af 1960'erne.
Der var tale om en ti-sporet primærgade, som skulle føres langs østsiden af Søerne som et led i den planlagte indre primærgadering. Anlægget var tænkt hævet 1,5 meter over Søgaderne mellem Fredensbro og Gyldenløvesgade, hvorefter den skulle føres i tunnel under Skt. Jørgens Sø frem til Sturlasgade på Amager.
Søringen blev præsenteret første gang i skitseform i 1958 - dengang som et omfattende 12-sporet motorvejsanlæg i samme niveau som Søgaderne.
I 1959 blev den vedtaget i Københavns Borgerrepræsentation, og derefter i 1964 af Folketinget. Forkæmpere var bl.a. byplanborgmester Alfred Wassard Jørgensen (K) og overborgmester Urban Hansen (S).

## Linieføring
Søringen var forlængelsen af Lyngbyvejlinien, der skulle føres som 3x3 spor i tunnel fra Hans Knudsens Plads til Vibenshus Runddel og herefter med 2x2 spor i åben grav ad Nørre Allé og Tagensvej. Tilslutningen til selve Søringen skulle ske gennem en tunnel under Søernes vandspejl. Linjeføringen af anlægget ville kræve en smal stribe af Fælledparken, hele Amorparken og en opfyldning på 50 meter af Søernes østside.
Hævningen af Søringens kørebaner muliggjorde let passage til søerne på tværs af primærgaden, men indebar at de fire eksisterende broer over Søerne måtte fjernes. I deres sted ville fire broer blive opført på piller, som ville muliggøre en tilgængeliggørelse af Søernes samlede areal for fodgængere og både, der uhindret ville kunne bevæge sig fra Østerbro til Vesterbro.
Undervejs ville ringgaden krydse det foreslåede City Vest på Vesterbro, hvor et underjordisk udfletningsanlæg skulle danne forbindelse til Køge Bugt Motorvejen og Holbækmotorvejen, som var planlagt langs jernbanelegemet på Vesterbro.
En del forberedelser til projektet blev gennemført; bl.a. blev Vibenshus Runddel omdannet fra runddel til vejkryds, og ejendommene ved Fredensbro mellem Fredensgade og Søpassagen blev eksproprieret og revet ned for at give plads. Området er i dag blevet til Fredens Park. Ligeledes blev Fredensbro revet ned og erstattet af en dæmning, og da Panum Instituttet blev opført, blev bygningens facade udformet som en støjskærm mod Tagensvej. Også det meste af husrækkerne på Lyngbyvej blev revet ned, mens Galle & Jessen måtte undvære en del af sin facade og Lyngbyvejskvarteret sine forhaver.

## Opgivelse af projektet
Trafikminister Jens Kampmann (S) satte en stopper for projektet i 1973. Beslutningen blev bakket op af Folketinget, men på trods heraf fortsatte Urban Hansen og Wassard Jørgensen dog planerne lidt endnu, hvilket blandt andet medførte den førnævnte rydning af området ved Fredensbro. Først 13. juni 1974 erklærede Wassard projektet for dødt.
Som følge af Søringens annullering, indså man at en alternativ løsning for Lyngbyvejliniens trafik var nødvendig. Dette medførte erstatningen af Fredensbro med en dæmning i 1977, der tillod en bredere kørebane med den fornødne køre- og svingbanekapacitet.